# Bico-reto-azul
Colibri-de-barba-azul, bico-reto-azul, beija-flor-de-barba-azul ou bico-direito-azul (Heliomaster furcifer) é uma espécie de ave da família Trochilidae (beija-flores).
Pode ser encontrada nos seguintes países: Argentina, Bolívia, Brasil, Colômbia, Paraguai, Uruguai e possivelmente Equador.
Os seus habitats naturais são: florestas secas tropicais ou subtropicais, florestas subtropicais ou tropicais húmidas de baixa altitude, e savanas áridas.